# گلاب بپاش
گلاب بپاش یک جُنگ تلویزیونی محصول سال ۱۳۶۴ به کارگردانی سعید نیک‌پور،  و تهیه‌کنندگی بیژن بیرنگ، مسعود رسام می‌باشد که در ایام دهه فجر سال ۱۳۶۴ از برنامه کودک و نوجوان شبکه یک پخش شد.

## بازیگران
- رضا فیاضی
- اکبر دودکار
- حسن دادشکر
- حمید عبدالملکی
- سوسن مقصودلو
- منصور والامقام
- مهدی وثوقی‌راد